# UDFy-38135539
UDFy-38135539 est l'une des plus vieilles galaxies observées à l'aide d'un télescope. Située dans la constellation du Fourneau, son âge est estimé à environ 13,1 milliards d'années. En octobre 2010, elle était considérée comme la galaxie la plus lointaine — donc la plus ancienne (formée moins de 600 millions d'années après le Big Bang) — jamais observée,. Elle l'est restée jusqu'à la découverte en janvier 2011 de la galaxie UDFj-39546284.

## Découverte et caractéristiques
Le télescope spatial Hubble a permis de sélectionner plusieurs galaxies candidates dans le champ ultra-profond (l'Ultra Deep Field : UDF). Celles-ci ont été observées au Chili à l'aide du Very Large Telescope avec son spectrographe SINFONI (Spectrograph for INtegral Field Observations in the Near Infrared). Parmi elles figurait UDFy-38135539. Sa masse ne dépasserait pas 10 % de celle de la Voie lactée[réf. à confirmer].

## Observation par le télescope spatial JWST
Cette galaxie a été à nouveau observée par JWST, le 16 octobre 2023, dans le cadre du programme "JWST Advanced Deep Extragalactic Survey" (JADES). Dans l'étude, publiée en 2024, elle est renommée JADES-GS+53.15891-27.76508 et surnommée JADES-GS-z8-0-LA. 
Les auteurs de l'étude indiquent que la source se trouve à un décalage vers le rouge différent de z ≈ 8,48523, avec une émission Lyα située à plus de ∼ 2000 km s−1 vers le bleu, de l'étude de Lehnert et al. (2010) à 𝑧Lyα = 8.5549  .